# 北加賀屋駅

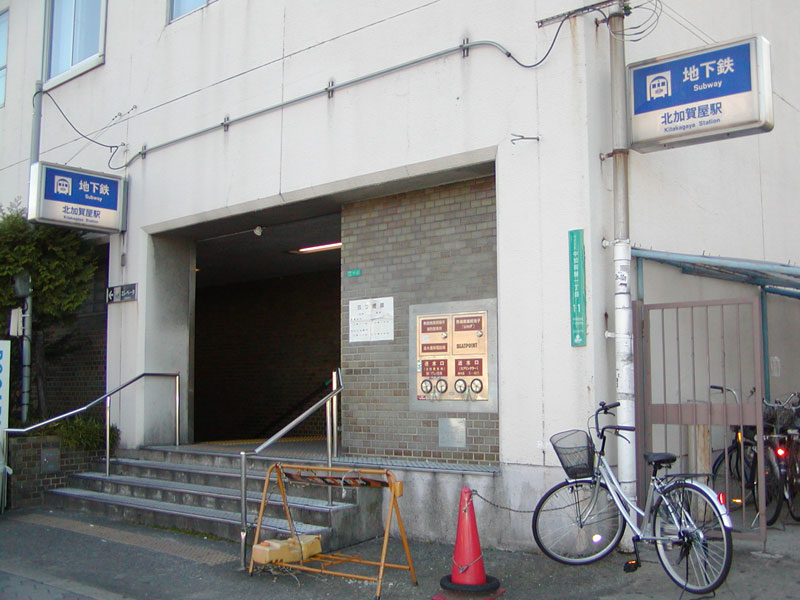
1号出入口（2008年11月）

北加賀屋駅（きたかがやえき）は、大阪府大阪市住之江区北加賀屋二丁目にある、大阪市高速電気軌道 (Osaka Metro) 四つ橋線の駅。駅番号はY20。

## 歴史
- 1972年（昭和47年）11月9日：四つ橋線玉出 - 住之江公園間の開通に伴い開業。
- 1974年（昭和49年）7月22日：分区により駅の所在地が住吉区から住之江区に変更となる。
- 2002年（平成14年）11月23日：四つ橋線開業30周年イベントを当駅で開催[1]。
- 2018年（平成30年）4月1日：大阪市交通局の民営化により、大阪市高速電気軌道 (Osaka Metro) の駅となる。
- 2025年（令和7年）2月22日：可動式ホーム柵の使用を開始[2]。

## 駅構造

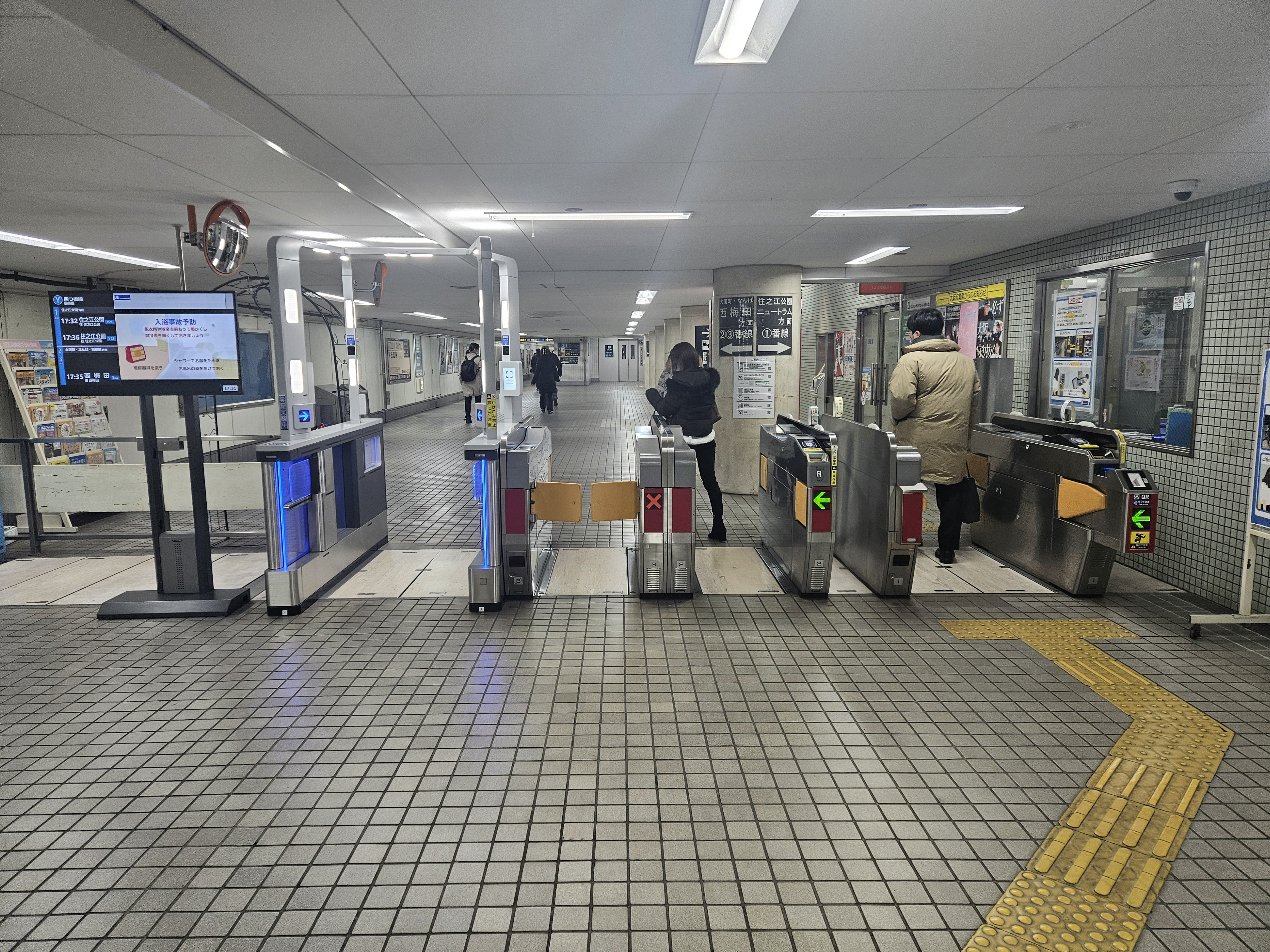
西改札（2025年2月）
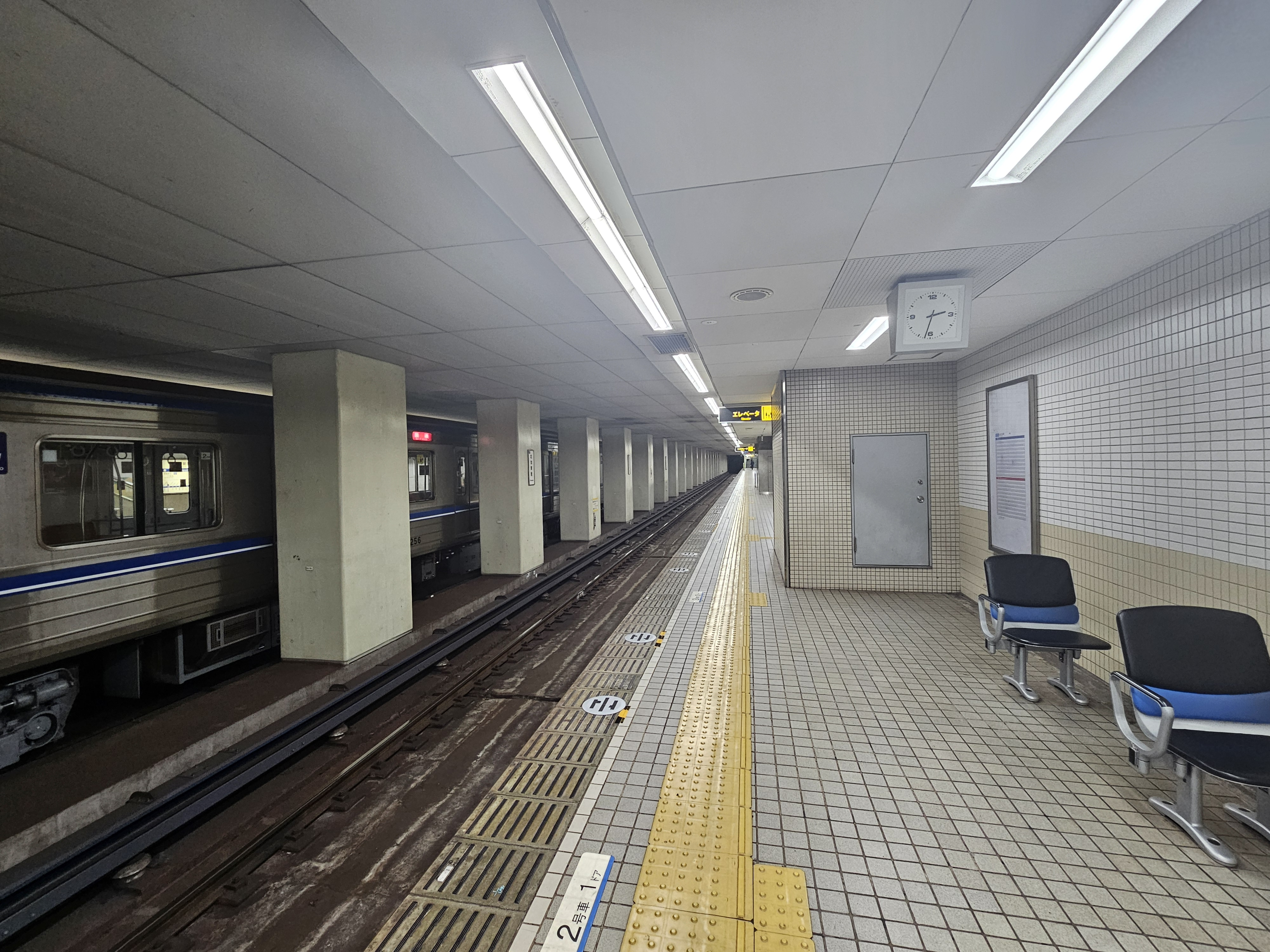
1番線ホーム（2024年12月）
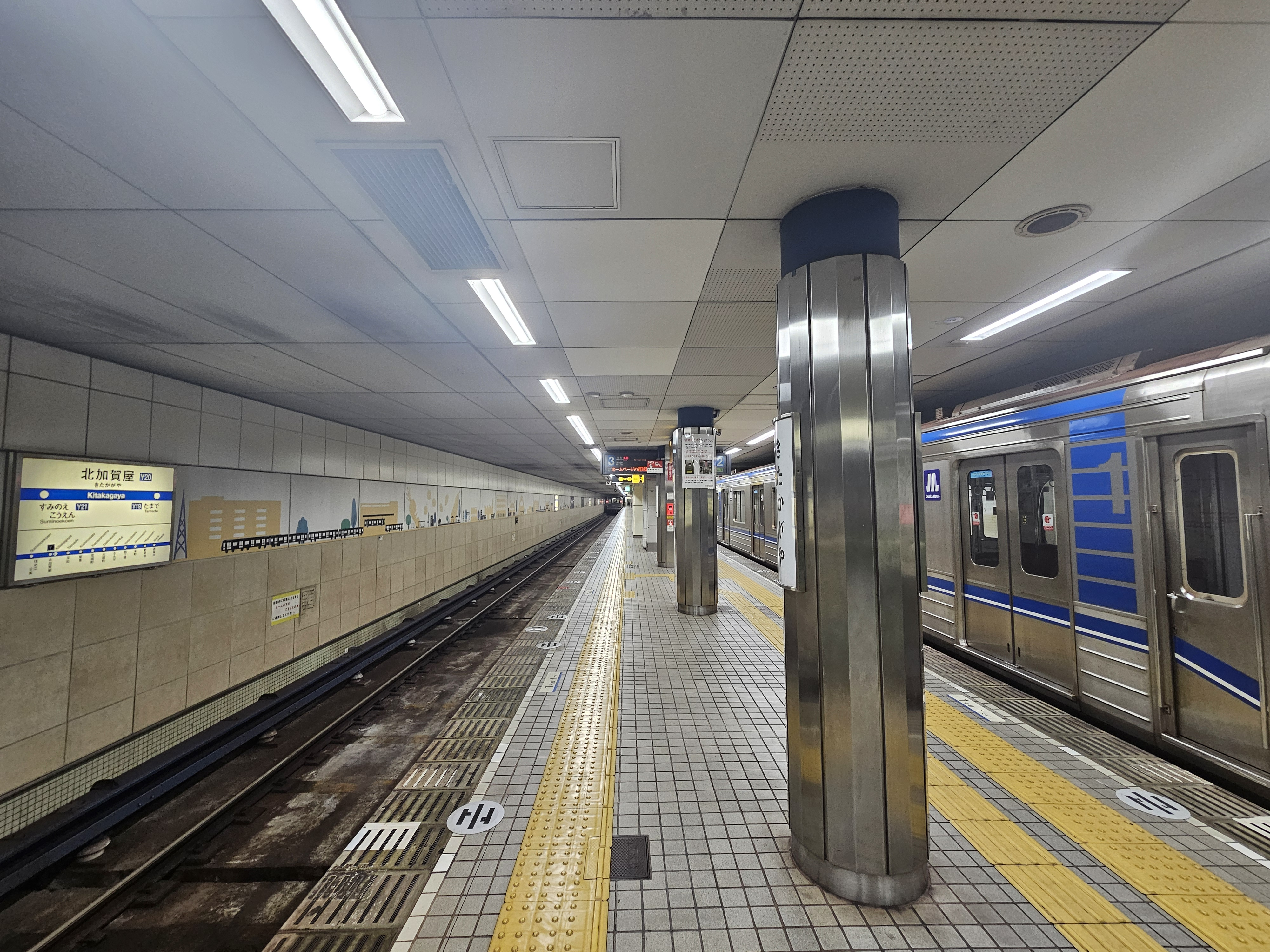
2、3番線ホーム（2024年12月）
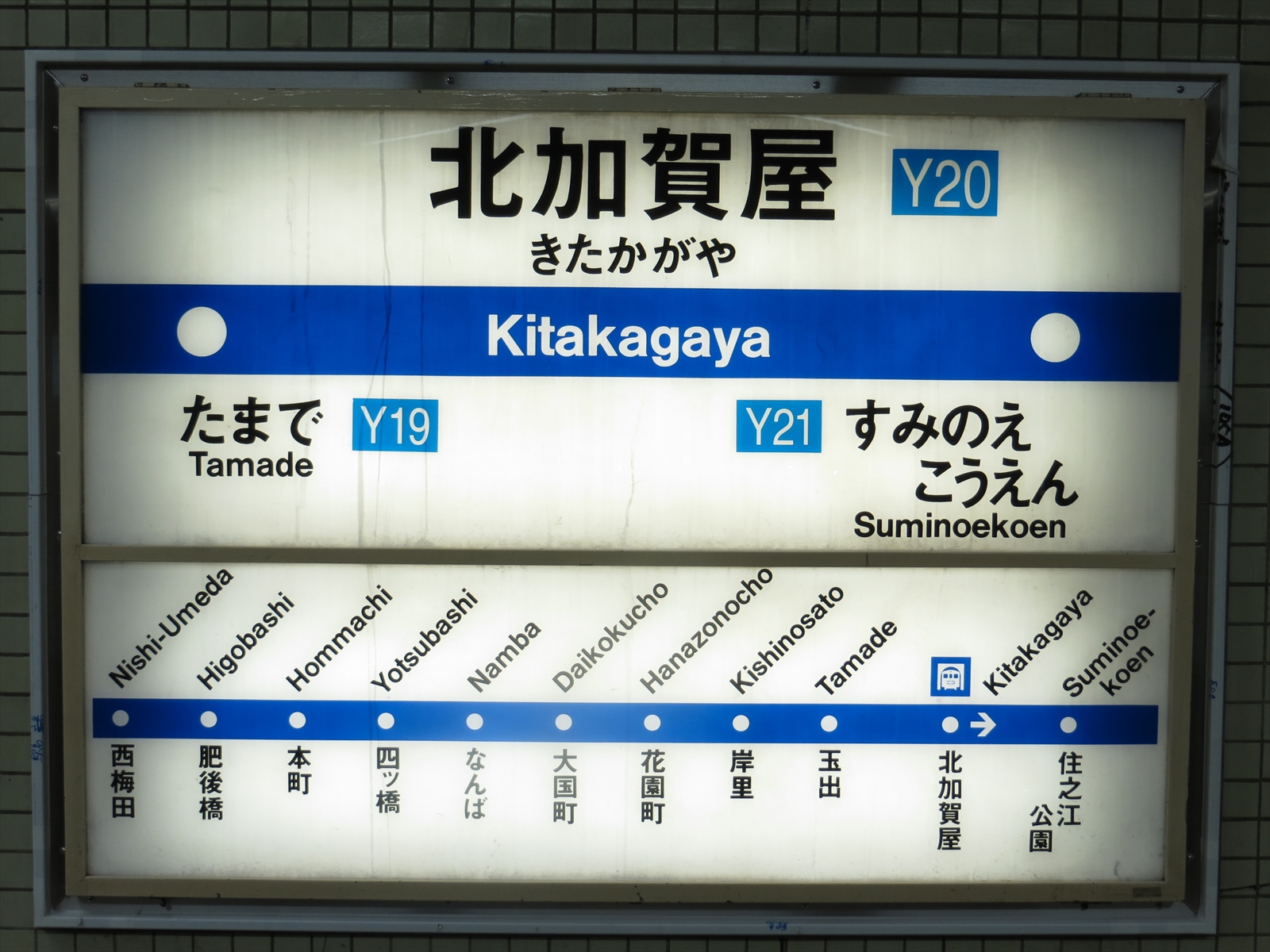
駅名標（2014年10月）

単式ホームと島式ホームを組み合わせた2面3線ホームの地下駅 (地下2階) で、2番線は同区緑木にある車両基地（緑木検車場）へとつながっている（1,3番線からも、2番線の住之江公園側延長上の線路に転線して車庫に入ることが可能）。車両基地があるために、早朝と夕方（土曜・休日は夕方のみ）は列車本数が多いため、終点の住之江公園駅まで運行することがダイヤの都合上困難な列車、または車両基地から出庫した列車は、北加賀屋を終着・出発とする。また、上り列車では稀ではあるが車両取り替えのため、住之江公園発当駅止まりが3番のりばに到着、そこに予め2番のりばに待機していた当駅始発の西梅田行きと接続とする場合もある。
四つ橋線の乗務員が所属する加賀屋乗務所が隣接しているため、当駅で乗務員交代を行う電車もある。
ホームの西端から東端までは8両編成分。御堂筋線用車両 (10両編成) の回送列車は停車の際に車掌の乗り降りのため、前寄り（運転士側）2両分がホーム外にはみ出る。通常の四つ橋線列車は6両編成で、停車位置でない住之江公園寄り約15メートルと、西梅田寄り約35メートルは柵でガードしている。
改札口は東西1か所ずつ設けられている。階段は下りホームは西寄り1号車のさらに西側と東寄り6号車のさらに東側、上りホームは東寄り6号車のさらに東側と2号車付近、エレベーターは下りホーム2 - 3号車連結面、上りホームは西寄り1号車のさらに西側、改札口行き昇り専用エスカレーターは下りホームの3号車付近にあるが、ホーム行き降りエスカレーター、および上りホームのエスカレーターはない。また、改札外にはエスカレーターはないが、東改集札寄りから南東側地上（1番口からさらに東方向）間にエレベーターが存在する。2018年8月より、西改集札寄りの4番口(北西側)にエレベーター新設工事が行われていたが、2025年5月現在は完成している。
当駅は大国町管区駅に所属しており、住之江公園駅の被管理駅である。

### のりば
| 番線 | 路線     | 行先                       | 備考                                                                           |
| ---- | -------- | -------------------------- | ------------------------------------------------------------------------------ |
| 1    | 四つ橋線 | 住之江公園方面             |                                                                                |
| 2    | 四つ橋線 | 大国町・四ツ橋・西梅田方面 | 当駅始発の列車。平日朝ラッシュ時のみ使用。および、取り替え後の当駅始発の列車。 |
| 3    | 四つ橋線 | 大国町・四ツ橋・西梅田方面 | 住之江公園始発の列車。取り替え時の当駅止まりの列車。                           |

### 出口
| 出口番号 | 出口周辺                                                        | 接続改札 | 備考             |
| -------- | --------------------------------------------------------------- | -------- | ---------------- |
| 1        | シティバスのりば                                                | 東改札   | エレベーターあり |
| 2        | シティバスのりば                                                | 東改札   |                  |
| 3        | シティバスのりば                                                | 西改札   |                  |
| 4        | 千島ビル連絡通路・日本年金機構玉出年金事務所 市立住之江総合会館 | 西改札   | エレベーターあり |

## 利用状況
2024年11月12日の1日乗降人員は23,560人（乗車人員：11,875人、降車人員：11,685人）である。四つ橋線が乗り入れる全11駅中では8位だが、四つ橋線から他線への乗り換えのない駅としては1位（乗り換え駅は上位7駅を独占）、四つ橋線単独駅では西梅田駅・肥後橋駅に次ぐ3位である。近年は横ばいまたは増加傾向である。減少傾向の強い、玉出駅・花園町駅とは対称的である。
各年度の特定日における利用状況は下表のとおりである。なお1995年度の記録については1996年に行われた調査であるが、会計年度上表中に記載の年度となる。
| 年度               | 調査日   | 乗車人員 | 降車人員 | 乗降人員 | 出典          | 出典          |
| 年度               | 調査日   | 乗車人員 | 降車人員 | 乗降人員 | メトロ        | 大阪府        |
| ------------------ | -------- | -------- | -------- | -------- | ------------- | ------------- |
| 1972年（昭和47年） | 11月14日 | 4,959    | 4,944    | 9,903    |               | [ 大阪府 1 ]  |
| 1975年（昭和50年） | 11月07日 | 10,341   | 10,565   | 20,906   |               | [ 大阪府 2 ]  |
| 1977年（昭和52年） | 11月18日 | 11,223   | 10,803   | 22,026   |               | [ 大阪府 3 ]  |
| 1981年（昭和56年） | 11月10日 | 11,818   | 11,554   | 23,372   |               | [ 大阪府 4 ]  |
| 1985年（昭和60年） | 11月12日 | 11,580   | 11,504   | 23,084   |               | [ 大阪府 5 ]  |
| 1987年（昭和62年） | 11月10日 | 12,292   | 12,165   | 24,457   |               | [ 大阪府 6 ]  |
| 1990年（平成02年） | 11月06日 | 12,477   | 12,194   | 24,671   |               | [ 大阪府 7 ]  |
| 1995年（平成07年） | 02月15日 | 11,550   | 11,448   | 22,998   |               | [ 大阪府 8 ]  |
| 1998年（平成10年） | 11月10日 | 11,483   | 11,411   | 22,894   |               | [ 大阪府 9 ]  |
| 2007年（平成19年） | 11月13日 | 11,809   | 11,498   | 23,307   |               | [ 大阪府 10 ] |
| 2008年（平成20年） | 11月11日 | 11,955   | 11,767   | 23,722   |               | [ 大阪府 11 ] |
| 2009年（平成21年） | 11月10日 | 11,974   | 11,788   | 23,762   |               | [ 大阪府 12 ] |
| 2010年（平成22年） | 11月09日 | 11,688   | 11,554   | 23,242   |               | [ 大阪府 13 ] |
| 2011年（平成23年） | 11月08日 | 11,855   | 11,684   | 23,539   |               | [ 大阪府 14 ] |
| 2012年（平成24年） | 11月13日 | 11,872   | 11,662   | 23,534   |               | [ 大阪府 15 ] |
| 2013年（平成25年） | 11月19日 | 12,197   | 12,043   | 24,240   | [ メトロ 1 ]  | [ 大阪府 16 ] |
| 2014年（平成26年） | 11月11日 | 12,185   | 12,050   | 24,235   | [ メトロ 2 ]  | [ 大阪府 17 ] |
| 2015年（平成27年） | 11月17日 | 12,482   | 12,286   | 24,768   | [ メトロ 3 ]  | [ 大阪府 18 ] |
| 2016年（平成28年） | 11月08日 | 12,749   | 12,428   | 25,177   | [ メトロ 4 ]  | [ 大阪府 19 ] |
| 2017年（平成29年） | 11月14日 | 12,451   | 12,208   | 24,659   | [ メトロ 5 ]  | [ 大阪府 20 ] |
| 2018年（平成30年） | 11月13日 | 12,992   | 12,648   | 25,640   | [ メトロ 6 ]  | [ 大阪府 21 ] |
| 2019年（令和元年） | 11月12日 | 12,785   | 12,289   | 25,074   | [ メトロ 7 ]  | [ 大阪府 22 ] |
| 2020年（令和02年） | 11月10日 | 11,262   | 10,959   | 22,221   | [ メトロ 8 ]  | [ 大阪府 23 ] |
| 2021年（令和03年） | 11月16日 | 11,172   | 10,902   | 22,074   | [ メトロ 9 ]  | [ 大阪府 24 ] |
| 2022年（令和04年） | 11月15日 | 11,682   | 11,244   | 22,926   | [ メトロ 10 ] | [ 大阪府 25 ] |
| 2023年（令和05年） | 11月07日 | 11,756   | 11,513   | 23,269   | [ メトロ 11 ] | [ 大阪府 26 ] |
| 2024年（令和06年） | 11月12日 | 11,875   | 11,685   | 23,560   | [ メトロ 12 ] |               |

## 駅周辺
駅の北側には工業地帯、南側には住宅地が広がっている。商業は加賀屋商店街が駅から少し離れた所にあり活気づいているほか、スーパーマーケット（マルナカ）や飲食店なども立地している。かつては大規模な工場が立地していたが倒産し、その跡地に大規模なマンションが建設された。

### 神社・公園
- 加賀屋天満宮
- 北加賀屋公園
- 中加賀屋公園
- 住之江スポーツセンター・住之江屋内プール

### 病院
- 南大阪病院
- 南港病院

### 学校
- 大阪市立加賀屋中学校
- 大阪市立加賀屋小学校
- 大阪市立加賀屋東小学校
- 大阪市立住吉川小学校
- 大阪府立住之江支援学校
- 南大阪朝鮮初級学校
- 南大阪看護専門学校
- 住の江ドライビングスクール

### 商業施設
- ロピア 北加賀屋店
- ニトリ 住之江店

### その他
- Osaka Metro緑木検車場
  - 市電保存館（構内の南端にある。平常は非公開）
- 大阪市音楽団（オオサカ・シオン・ウインド・オーケストラ）事務局
- クリエイティブセンター大阪
  - BLACK CHAMBER
- ヤマト運輸 大阪主管支店

## バス路線
最寄停留所は地下鉄北加賀屋および北加賀屋となる。以下の路線が乗り入れ、大阪シティバスにより運行されている。
地下鉄北加賀屋
- 15号系統：フェリーターミナル駅前・南港南六丁目/地下鉄住之江公園
- 15急号系統：平林北一丁目

北加賀屋
- 15号系統：フェリーターミナル駅前・南港南六丁目/地下鉄住之江公園
- 29号系統：なんば/地下鉄住之江公園
- 76号系統：ドーム前千代崎/地下鉄住之江公園

## 隣の駅
大阪市高速電気軌道 (Osaka Metro)
 四つ橋線
玉出駅 (Y19) - 北加賀屋駅 (Y20) - 住之江公園駅 (Y21)
- ( ) 内は駅番号を示す。

### 記事本文

### 利用状況
1. ↑  路線別駅別乗降人員 - 大阪市高速電気軌道
2. ↑  大阪府統計年鑑 - 大阪府
3. ↑  大阪市統計書 - 大阪市

#### 大阪市高速電気軌道
1. ↑  路線別乗降人員 （2013年11月19日（火）交通調査） (PDF)
2. ↑  路線別乗降人員 （2014年11月11日（火）交通調査） (PDF)
3. ↑  路線別乗降人員 （2015年11月17日（火）交通調査） (PDF)
4. ↑  路線別乗降人員 （2016年11月8日（火）交通調査） (PDF)
5. ↑  路線別乗降人員 （2017年11月14日（火）交通調査） (PDF)
6. ↑  路線別乗降人員 （2018年11月13日（火）交通調査） (PDF)
7. ↑  路線別乗降人員 （2019年11月12日（火）交通調査） (PDF)
8. ↑  路線別乗降人員 （2020年11月10日（火）交通調査） (PDF)
9. ↑  路線別乗降人員 （2021年11月16日（火）交通調査） (PDF)
10. ↑  路線別乗降人員 （2022年11月15日（火）交通調査） (PDF)
11. ↑  路線別乗降人員 （2023年11月7日（火）交通調査） (PDF)
12. ↑  路線別乗降人員 （2024年11月12日（火）交通調査） (PDF)

#### 大阪府統計年鑑
1. ↑  大阪府統計年鑑（昭和48年） (PDF)
2. ↑  大阪府統計年鑑（昭和51年） (PDF)
3. ↑  大阪府統計年鑑（昭和53年） (PDF)
4. ↑  大阪府統計年鑑（昭和57年） (PDF)
5. ↑  大阪府統計年鑑（昭和61年） (PDF)
6. ↑  大阪府統計年鑑（昭和63年） (PDF)
7. ↑  大阪府統計年鑑（平成3年） (PDF)
8. ↑  大阪府統計年鑑（平成8年） (PDF)
9. ↑  大阪府統計年鑑（平成11年） (PDF)
10. ↑  大阪府統計年鑑（平成20年） (PDF)
11. ↑  大阪府統計年鑑（平成21年） (PDF)
12. ↑  大阪府統計年鑑（平成22年） (PDF)
13. ↑  大阪府統計年鑑（平成23年） (PDF)
14. ↑  大阪府統計年鑑（平成24年） (PDF)
15. ↑  大阪府統計年鑑（平成25年） (PDF)
16. ↑  大阪府統計年鑑（平成26年） (PDF)
17. ↑  大阪府統計年鑑（平成27年） (PDF)
18. ↑  大阪府統計年鑑（平成28年） (PDF)
19. ↑  大阪府統計年鑑（平成29年） (PDF)
20. ↑  大阪府統計年鑑（平成30年） (PDF)
21. ↑  大阪府統計年鑑（令和元年） (PDF)
22. ↑  大阪府統計年鑑（令和2年） (PDF)
23. ↑  大阪府統計年鑑（令和3年） (PDF)
24. ↑  大阪府統計年鑑（令和4年） (PDF)
25. ↑  大阪府統計年鑑（令和5年） (PDF)
26. ↑  大阪府統計年鑑（令和6年） (PDF)